# Johannes Steinhoff

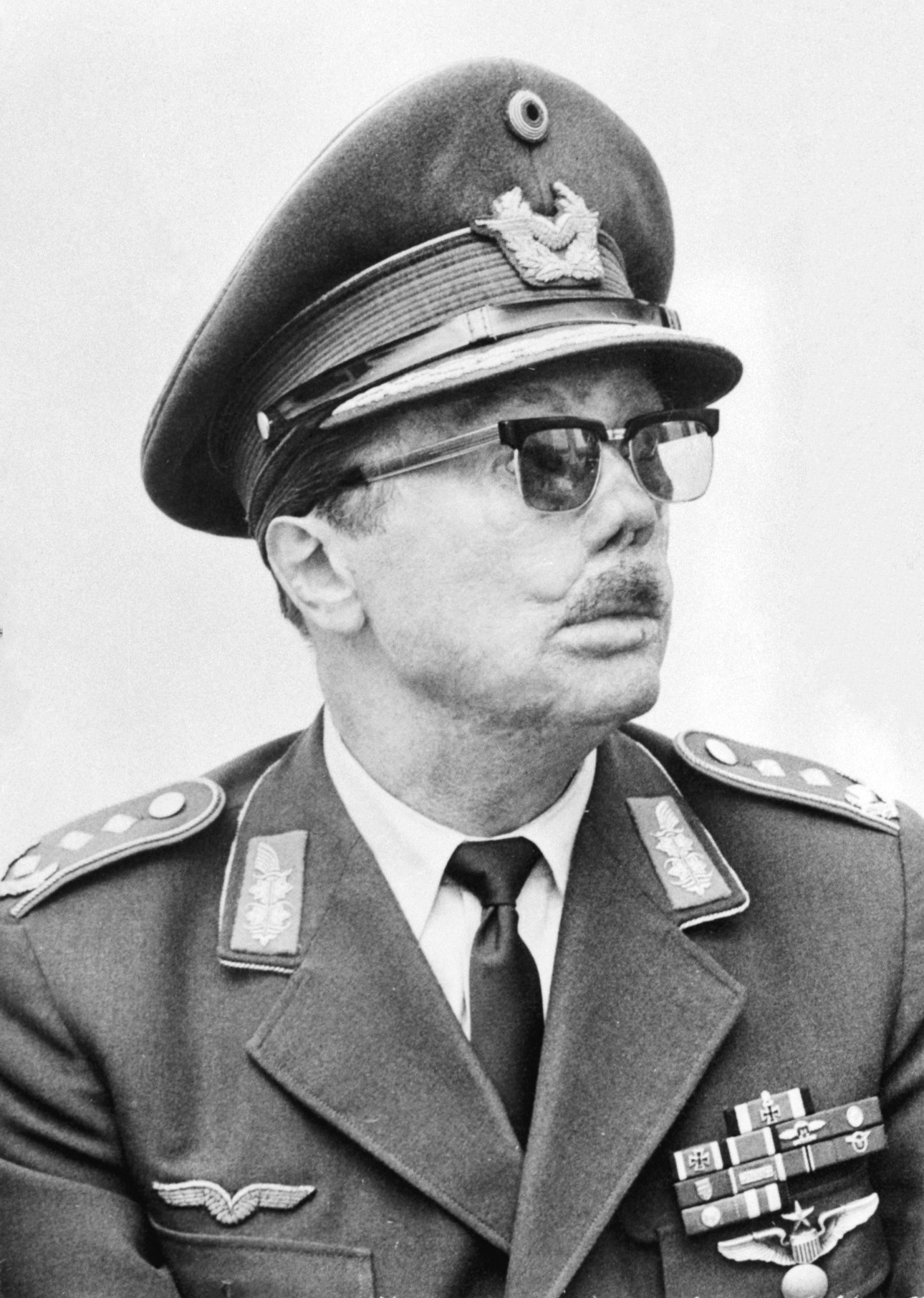
Johannes Steinhoff (1966)

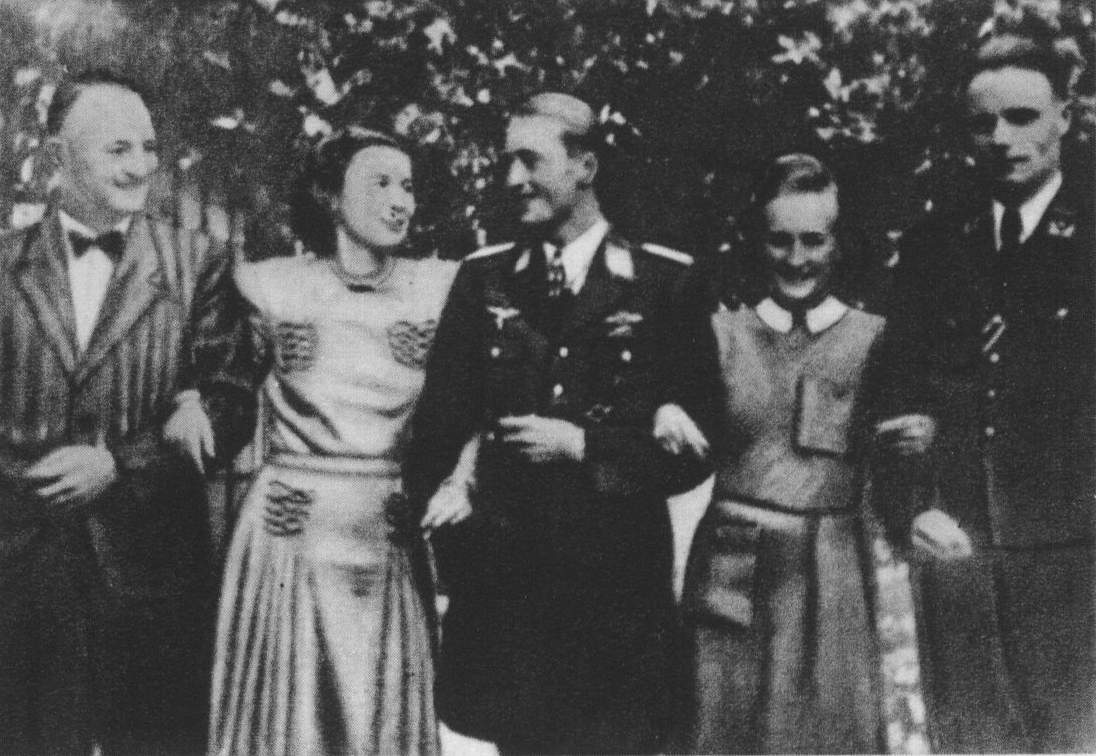
Ludwig Hahn (links), Johannes Steinhoff (Mitte)

Johannes Steinhoff (* 15. September 1913 in Bottendorf, Landkreis Querfurt; † 21. Februar 1994 in Wachtberg-Pech), genannt „Mäcki“, war ein deutscher Offizier der Wehrmacht und Bundeswehr, zuletzt im Dienstgrad eines Generals der Luftwaffe. Im Zweiten Weltkrieg diente er als Jagdflieger; u. a. war er hochdekorierter Kommodore des Jagdgeschwaders 77 und des Düsenjägergeschwaders JG 7. Als Offizier des Jagdverbands 44 hatte er im April 1945 einen Startunfall und erlitt Verbrennungen im Gesicht, die erhebliche Narben verursachten. Von 1966 bis 1970 war er Inspekteur der Luftwaffe und von 1971 bis 1974 Vorsitzender des NATO-Militärausschusses.

## Leben
Steinhoff war Sohn eines Mühlenbesitzers und Getreidekaufmanns. Seine Schwester Charlotte war seit 1935 verheiratet mit dem Juristen, SS-Standartenführer und wegen Mords und schwerer Kriegsverbrechen verurteilten Ludwig Hahn.
Er absolvierte sein Abitur an der Klosterschule Roßleben und studierte anschließend an der Universität Jena Philologie. In Jena wurde er Mitglied der akademischen Landsmannschaft Suevia (heute akademische Landsmannschaft Saxo-Suevia Erlangen). Nachdem er aus finanziellen Gründen das Studium hatte aufgeben müssen, trat er in die Kriegsmarine ein und wurde ein Jahr lang zum Seeflieger ausgebildet. Nachdem er 1936 zur neu gegründeten Luftwaffe gewechselt hatte, wurde er 1938 als Oberleutnant Staffelkapitän in der 1. Staffel des Lehrgeschwaders 1 (1./LG 1). Im Jahr 1939 wechselte er als Staffelkapitän zur 11./LG 2, die auf Nachtjagd spezialisiert war. Als Staffelkapitän der 10./JG 26 flog er am 18. Dezember 1939 im Luftgefecht über der Deutschen Bucht. Er erlebte den Westfeldzug und die Luftschlacht um England als Staffelkapitän der 10./JG 2. Im Jahre 1942 wurde er im Krieg gegen die Sowjetunion als Hauptmann Gruppenkommandeur der II. Gruppe des Jagdgeschwaders 52 (II./JG 52). Danach war er im Jahre 1943 – als Kommodore des Jagdgeschwaders 77 „Herz As“ – in Süditalien bei der Operation Husky sowie gegen Ende des Krieges in der „Reichsverteidigung“ gegen die alliierten Bombenangriffe eingesetzt. Ab Oktober 1944 auf den Strahljäger Messerschmitt Me 262 umgeschult (vermutlich in der Erprobungsstelle Rechlin), rüstete er das Jagdgeschwader 7 in Brandenburg auf dieses Flugzeug um.
Zuletzt war er im Rang eines Obersts einfacher Jagdflieger im Jagdverband 44, einem unter der Führung von Generalleutnant Adolf Galland zusammengestellten improvisierten Geschwader mit zahlreichen hochdekorierten Flugzeugführern. Im Krieg flog er über 900 Einsätze und war bei über 200 davon in Luftkämpfe verwickelt. Dabei gelangen ihm 176 Abschüsse, womit er an 22. Stelle unter den Jagdfliegern aller am Zweiten Weltkrieg beteiligten Nationen rangiert; er selbst wurde rund ein Dutzend Mal abgeschossen. Bei einem Start am 18. April 1945 in München-Riem verunglückte er mit seiner Me 262 und wurde schwer verwundet; Verbrennungsnarben im Gesicht zeichneten ihn für den Rest seines Lebens. Steinhoff war Träger des Ritterkreuzes des Eisernen Kreuzes mit Eichenlaub und Schwertern.

### Kriegsende
Er beteiligte sich 1945 an der „Meuterei der Jagdflieger“, bei der einige Jagdflieger den Oberbefehlshaber der Luftwaffe Hermann Göring absetzen wollten. Zusammen mit Adolf Galland und anderen Fliegern wie Günther Lützow und Johannes Trautloft wollte er die Ablösung Görings durch Robert Ritter von Greim erreichen, was aber an mangelnder Entschlossenheit und dem fehlenden Rückhalt in der Luftwaffe scheiterte. Infolgedessen wurde Steinhoff, neben Günther Lützow, seines Postens enthoben und wenig später dem Jagdverband 44 als Fluglehrer zugeteilt.
Über die Rolle Steinhoffs bei dieser „Verschwörung“ gibt es unterschiedliche Wertungen. Wolfgang Falck (1910–2007), damals Erster Generalstabsoffizier (Ia) in der Reichsverteidigung, vertrat die Ansicht, dass Steinhoffs Rolle unbedeutender war als dieser selbst in seinem Buch Verschwörung der Jagdflieger behauptet hatte. Kurt Braatz skizziert diese Situation in der Biographie über Günther Lützow, dass allein Lützow und Trautloft es wagten, sich gegen Göring zu stellen. Selbst Galland habe den Widerstand aufgegeben, weil er bei Göring keinen Rückhalt mehr besaß. Das Scheitern dieser „Revolte“ muss vor dem Hintergrund des vollkommenen Vertrauensverlustes in die zu Kriegsbeginn mit allen Privilegien ausgestatteten Jagdflieger gesehen werden. Sie hatten – aufgrund der quantitativen Überlegenheit der alliierten Luftwaffen – nichts gegen die alliierten Bombenangriffe tun können und deswegen jeglichen Kredit bei der Führung des „Dritten Reiches“ verloren. Gleichzeitig verloren die Jagdflieger den luftwaffeninternen Machtkampf um den Einsatz der Me 262 als Jagdflugzeug oder Blitzbomber. Erst spät konnten die Jagdflieger andere für den Einsatz der Me 262 als Jäger gewinnen.

### Nachkriegszeit
Steinhoff war von 1945 bis 1947 in ständiger medizinischer Behandlung. Nach der Entlassung aus den Lazaretten erlernte er in einem Majolikabetrieb die Keramikmalerei. 1950 trat er in München in die Werbeagentur Gabler ein, die er im Juni 1952 wieder verließ, um als Gutachter für Fragen der Luftkriegführung im Amt Blank tätig zu werden. Zudem nahm er als Berater an den Verhandlungen zur Europäischen Verteidigungsgemeinschaft in Paris teil.

### Bundeswehr und Luftwaffe
Am 1. November 1955 trat Steinhoff als „Eignungsübender“ in die Bundeswehr ein. Er nahm anschließend bis zum März 1956 an einer Umschulung auf US-amerikanische Strahl-Kampfflugzeuge in den USA teil und wurde am 1. März 1956 zum Berufssoldaten ernannt. Er war bereits ab 1954 einer der Hauptverantwortlichen für den Aufbau der Luftwaffe der Bundeswehr. Nach seiner Rückkehr aus den USA übernahm Steinhoff als Brigadegeneral die Unterabteilung Planung in der Abteilung VI im Bundesministerium der Verteidigung in Bonn, aus der 1957 der Führungsstab der Luftwaffe (Fü L) entstand. Im Zuge dieser Umgliederung wurde er als Stabsabteilungsleiter III im Fü L auch stellvertretender Chef des Stabes der Luftwaffe. Nach einer Vorbereitungszeit leistete er ab dem 1. September 1960 Dienst als Deutscher Militärischer Vertreter (DMV) beim NATO-Militärausschuss in Washington D.C., ab 1962 als Generalmajor. In dieser Zeit erlebte er die Anfänge des Strategiewechsels der NATO von der MC 14/2 „Massiven Vergeltung“ hin zur MC 14/3 „Flexible Response“.
Ab dem 1. Oktober 1963 führte er als Kommandeur die 4. Luftwaffendivision in Aurich, die er zum 14. April 1965 an seinen Nachfolger Brigadegeneral Dietrich Hrabak übergab. 1965 schloss sich die Verwendung als Chef des Stabes und Stellvertreter des Oberbefehlshabers der Alliierten Luftstreitkräfte Europa Mitte (engl. Allied Air Forces Central Europe = AAFCE, im Umgangssprachlichen AIRCENT) im Range eines Generalleutnants an. Am 2. September 1966 wurde Steinhoff auf dem Höhepunkt der „Starfighter-Krise“ Inspekteur der Luftwaffe.
Zu Beginn seiner Amtszeit hatte er in einer harten Auseinandersetzung mit der politischen Leitung des Bundesministeriums der Verteidigung (BMVg) diejenigen Kompetenzen errungen, die er für die Behebung der Krise für notwendig erachtete. Steinhoff kam dabei zugute, dass er sich dank seiner fliegerischen Erfahrung auch als dienstälterer Offizier nie davor scheute, sich selbst als Pilot ins Cockpit zu setzen. So flog er z. B. persönlich Testflüge mit dem Starfighter, wodurch er in der Lage war, die Eigenheiten und Probleme des Waffensystems besser verstehen und beurteilen zu können als seine Vorgänger. Der Konflikt zwischen der Luftwaffenführung und der politischen Leitung im Bundesministerium der Verteidigung verschärfte sich vor dem Hintergrund der Krise um die Abgrenzung zwischen politischer Leitung und militärischer Führung, die Minister Kai-Uwe von Hassel und sein Vertreter, Staatssekretär Karl Gumbel, unter intensiver Beobachtung durch die Massenmedien führen mussten. Bundesverteidigungsminister Kai-Uwe von Hassel fehlte aufgrund des dilettantischen Handelns seines Ministeriums in der Starfighter-Krise zunehmend der politische Rückhalt in der Bundesregierung. Hinzu kamen scharfe Angriffe der Opposition im Bundestag sowie eine Medienberichterstattung, die einen Wandel in den Methoden sowie beim leitenden Personal forderte. Dies erleichterte es Steinhoff, diejenigen Vollmachten durchzusetzen, die für den Betrieb des Waffensystems F-104G Starfighter notwendig waren. Als sich zwischenzeitlich im Ministerium Widerstand gegen seine Forderungen regte, drohte er dem Minister von Hassel wenigstens zweimal mit sofortigem Rücktritt, woraufhin dieser Steinhoffs Forderungen nachgab. Auch dieses wurde in den Medien umfassend dargestellt.
Wesentlich für seine Amtszeit als Inspekteur der Luftwaffe war neben der Bewältigung der Starfighter-Krise ihr Umbau, der sich vor allem in der ab 1970 gültigen Luftwaffenstruktur niederschlug. Mit ihr erhielt die Luftwaffe den für diese Zeit notwendigen Organisationsrahmen, der eine „Fachkommandolösung“ beinhaltete. Darüber hinaus erwies sich Steinhoff auf vielen Feldern als Modernisierer der Luftwaffe, wenn er zum Beispiel die Verankerung des Soldaten in der Leistungsgesellschaft forderte und hinsichtlich zahlreicher Entwicklungen immer wieder fragte, wie die Leistungsfähigkeit der Bundeswehr gesteigert werden könnte.

### An der Spitze der NATO
Im September 1970 wurde er zum Vorsitzenden des NATO-Militärausschusses gewählt – ein Amt, das er am 1. April 1971 übernahm. Er wurde zum General befördert und fungierte in den folgenden drei Jahren als Vorsitzender des höchsten militärischen und militärpolitischen Beschlussgremiums der NATO-Streitkräfte. 1974 schied er aus dem aktiven Dienst aus. Seine Nominierung für diese Aufgabe war offensichtlich durch verschiedene Aspekte gefördert: Während Der Spiegel Steinhoff 1968 noch als möglichen künftigen Generalinspekteur sah, sprach Steinhoffs Lebensalter dagegen – er war nur ein Jahr jünger als der damals amtierende Generalinspekteur, General Ulrich de Maizière. Wenigstens der Abteilungsleiter Personal im Verteidigungsministerium, Generalleutnant Werner Haag, favorisierte ab 1968 Steinhoffs Förderung für diese NATO-Verwendung. Es darf als sicher angenommen werden, dass der damalige Verteidigungsminister, Helmut Schmidt, den diplomatischeren Ulrich de Maizière dem pointierter denkenden Steinhoff vorzog.
Als Vorsitzender des Militärausschusses, dem militärpolitischen Beratungsgremium der Generalstabschefs der NATO, war er der ranghöchste Soldat des Bündnisses. Dabei zeichnete er sich als versierter Analyst militärischer Entwicklungen sowie der Auswirkungen von Konflikten, wie dem Jom-Kippur-Krieg 1973, aus und entwickelte immer wieder kritische Stellungnahmen zur militärischen Leistungsfähigkeit des Bündnisses.
Nach seiner Ruhestandsversetzung trat Steinhoff am 28. Juni 1974 in den Aufsichtsrat von Dornier ein. Dieser nahtlose Übergang vom Militär zur Rüstungsindustrie stieß auf Kritik, vor allem weil Dornier Großauftragsnehmer der Luftwaffe war. Verteidigungsminister Georg Leber ließ dazu verlautbaren, dass General Steinhoff nicht Angehöriger der Bundeswehr, sondern der NATO gewesen sei und er daher nicht unter die Regelungen falle, die einen solchen Übergang für Bundeswehrsoldaten untersagten. Am 16. Dezember 1977 wurde er Aufsichtsratsvorsitzender bei Dornier und behielt diese Position bis zum 1. Juli 1983.

### Vorsitzender der „Steinhoff-Kommission“

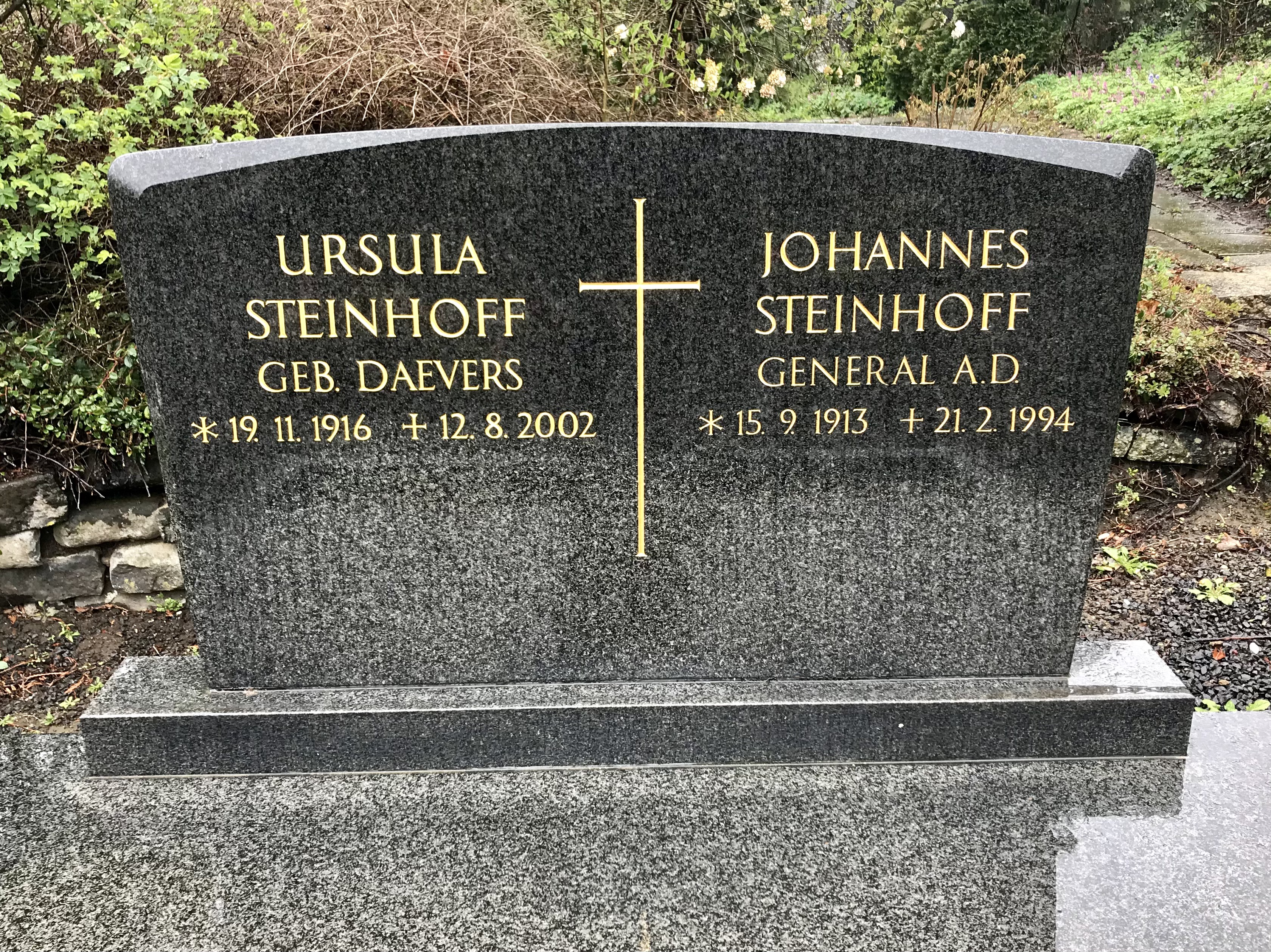
Grab in Villip.

Am 16. Januar 1989 legte die Expertenkommission unter der Führung von Johannes Steinhoff ihren Bericht zum Flugtagunglück von Ramstein vor. Steinhoffs persönlich gehaltene Ausführungen zur zukünftigen Unterbindung von „Akrobatik und etwas Macho“ bei Flugvorführungen wurden am selben Tag in der Tagesschau ausgestrahlt.
Die Kommissionsmitglieder empfahlen, die Vorschriften zur Planung und Durchführung von Flugveranstaltungen und Flugschauen zu verschärfen. Die Kommission forderte die Einrichtung einer zentralen Stelle, die alle zivilen und militärischen – auch alliierte – Flugveranstaltungen genehmigen und kontrollieren sollte.
Johannes Steinhoff starb 1994 in Wachtberg-Pech südlich von Bonn.

## Ehrungen und Auszeichnungen
Für seine Arbeit sowohl beim Aufbau der Luftwaffe als auch bei der Integration der Bundeswehr in die NATO wurde Steinhoff vielfach geehrt.
- Eisernes Kreuz (1939) II. und I. Klasse
- Ehrenpokal für besondere Leistung im Luftkrieg
- Frontflugspange für Jagdflieger in Gold mit Anhänger Einsatzzahl „900“
- Verwundetenabzeichen (1939) in Gold
- Ritterkreuz des Eisernen Kreuzes mit Eichenlaub und Schwertern[7]
  - Ritterkreuz am 30. August 1941
  - Eichenlaub am 2. September 1942 (115. Verleihung)
  - Schwerter am 28. Juli 1944 (82. Verleihung)
- Großoffizier des Verdienstordens der Italienischen Republik 1967
- Großes Verdienstkreuz des Verdienstordens der Bundesrepublik Deutschland mit Stern und Schulterband 1972
- Legion of Merit
- Kommandeur der französischen Ehrenlegion

Das Jagdgeschwader 73 erhielt am 18. September 1997 ihm zu Ehren den Beinamen Steinhoff. Außerdem erhielt die von der Bundeswehr übernommene Kaserne des Flugplatzes Gatow, die ehemalige Luftkriegschule II der Wehrmacht, am 6. Oktober 1994 den Namen General-Steinhoff-Kaserne.

## Schriften
- Wohin treibt die NATO? Probleme der Verteidigung Westeuropas. Hoffmann und Campe, Hamburg 1976, ISBN 3-455-08986-0.
- In letzter Stunde. Verschwörung der Jagdflieger Vom Widerstand der Jagdflieger gegen Reichsmarschall Göring. Listverlag 1974 (Erstausgabe); Flechsig, 2005, ISBN 3-88189-592-2.
- Die Straße von Messina. Tagebuch des Kommodore. Flechsig, 2005, ISBN 3-88189-593-0.
- Deutsche im Zweiten Weltkrieg. Zeitzeugen sprechen. (mit Peter Pechel, Dennis Showalter, Geleitwort von Helmut Schmidt) Schneekluth, München, 4. Auflage 1989, ISBN 3-7951-1092-0.
- mit Reiner Pommerin: Strategiewechsel: Bundesrepublik und Nuklearstrategie in der Ära Adenauer-Kennedy. Baden-Baden 1992 (Nuclear History Program), ISBN 978-3-7890-2787-1.